# Somontín
Somontín est une commune de la province d'Almería, Andalousie, en Espagne.